# Prosena longipalpis
Prosena longipalpis là một loài ruồi trong họ Tachinidae.